# Jan Papoušek
Jan Papoušek (18. června 1859, Blatnice – 1. prosince 1925, Velký Dešov) byl český pedagog, sbormistr, hudební skladatel, kapelník a sběratel lidových písní. Jeho synem byl pedagog Jan Papoušek (narozen 1897 v Letovicích).

## Biografie
Jan Papoušek se narodil v roce 1859 v Blatnici nedaleko Jaroměřic nad Rokytnou, v roce 1874 absolvoval gymnázium v Třebíči a následně přešel na učitelský ústav v Brně, kde studoval mezi lety 1874 a 1878, mezi jeho pedagogy byli Leoš Janáček, František Musil nebo Josef Lhotský. Následně působil jako učitel na mnoha školách na Moravě, v letech 1878 a 1879 působil ve Zbýšově u Oslavan, mezi lety 1879 a 1883 v Moravských Budějovicích, v letech 1883 – 1889 v Jaroměřicích nad Rokytnou, v letech 1889 a 1890 v Horním Újezdě, mezi lety 1890 a 1905 ve Zlíně, v letech 1905 – 1908 v Přerově, v letech 1909 – 1918 ve Žďáru nad Sázavou a mezi lety 1918 a 1925 v Letovicích.
Jan Papoušek zemřel v roce 1925 ve Velkém Dešově a byl pohřben na hřbitově v Jaroměřicích nad Rokytnou, kdy na jeho hrobě je instalována deska, jejímž autorem je Jan Lichtág.

## Dílo
Věnoval se v každém svém působišti i hudbě, působil často jako sbormistr nebo dirigent, v Moravských Budějovicích působil ve Špatinkově kvartetu, v Jaroměřicích nad Rokytnou založil orchestr hasičů a pěvecký sbor, v Horním Újezdě také založil pěvecký sbor. Po přestěhování se do Zlína začal skládal hudbu, v tomto ho velmi ovlivnil František Kmoch. Ve Žďáru nad Sázavou také založil orchestr a skládal hudbu, kterou následně interpretoval kolínský orchestr Františka Kmocha nebo Brněnský rozhlasový orchestr. V Přerově působil v orchestru Přerub, v hudebním souboru Rund a působil tam také jako učitel houslí ve škole Bedřicha Kozánka.
Napsal asi 400 skladeb.